# Ozodicera (Ozodicera) schwarzmaierana
Ozodicera (Ozodicera) schwarzmaierana is een tweevleugelige uit de familie langpootmuggen (Tipulidae). De soort komt voor in het Neotropisch gebied.